# 1990年热带风暴马可
热带风暴马可（英語：Tropical Storm Marco）是1990年大西洋飓风季期间唯一在美国登陆的热带气旋，也是该季第13个获得命名的风暴。马可由10月9日古巴北部沿岸的一股冷心低气压形成，之后向西北方向移动并穿越东墨西哥湾。由于大部分环流位于佛罗里达州西部上空，热带风暴马可给半岛带去了时速100公里的狂风。不过在移动到锡达礁附近前，风暴已经减弱为热带低气压。气旋与一股冷锋和飓风克劳斯的残余相结合，给乔治亚州、南卡罗莱纳州和北卡罗莱纳州带去强降雨。随后它与附近的飓风丽丽进行一段时间的相互作用后继续北上，直至10月13日被一股冷锋最终吸收而消解。
这场风暴在佛罗里达州导致部分房屋和道路被洪水淹没。其行进路途上降雨量最高的是乔治亚州的路易斯维尔（Louisville），高达505毫米，还有多个地点降雨量超过250毫米。风暴和降雨引发的洪水共计造成12人遇难，其中大部分是因溺水而亡，此外还造成了约5700万美元的经济损失（1990年美元，相当于2025年的1.37億美元）。

## 气象历史
10月6日清晨，古巴以东上空的中层大气有一股低气压和环流持续存在。这股低气压向西飘移并与其东面的飓风克劳斯相互作用。系统起初属于冷心性质，然后逐渐向下方的海面发展形成，到了10月9日，低气压已经发展出了下层环流，协调世界时中午12点，美国国家飓风中心将其归类为第十五号热带低气压，其时系统位置接近古巴城市凯瓦连（Caibarién），不过这一气旋起初属于亚热带气旋。系统东部的热带风暴克劳斯继续减弱，低气压吸收了克劳斯的大部分对流，进而成为占主导地位的天气系统。风暴开始沿古巴海岸平行移动，之后改朝北面进发并穿越佛罗里达礁岛群，在佛罗里达州的基韦斯特东南偏南方向约55公里海域增强为热带风暴并获命名为“马可”（Marco）。

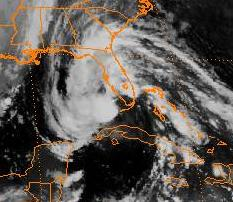
即将在佛罗里达州登陆的热带风暴马可

从基韦斯特和干龟群岛之间洋面经过后，热带风暴马可稳步北上并迅速增强，于10月11日在佛罗里达州恩格尔伍德（Englewood）西南方向达到时速100公里的最大持续风速。达到最高强度后的6个小时里，风暴中心继续沿海岸平行前进并到达布莱登顿海滩以西约10公里洋面。虽然风暴的中心仍然保持在海洋上空，但其大部分环流都已经覆盖半岛。起初的预测认为风暴将在麦尔兹堡和萨拉索塔之间登岸，但是气旋仍在继续向北移动，其中心保持在海上，到10月12日清晨风暴在锡达礁附近登陆时已经减弱为热带低气压。
登陆后，气旋加速北上且强度不断减弱，到了协调世界时10月12日中午12点，马可已转变成温带气旋。系统转朝东北方向穿过南卡罗莱纳州东部，紧跟在其东北方向的飓风丽丽之后。这其中有一段时间系统因与丽丽接近而引发了藤原效应，两个热带气旋围绕彼此进行旋转。10月13日，仍然在减弱的低气压风暴被北面的一股冷锋吸收，不过马可残留的水分还给美国东南部带去了持续一天的强降雨。

## 防灾措施
气旋到达佛罗里达州西海岸后，从基韦斯特到阿巴拉契科拉之间地区收到了热带风暴警告。此外从该州东海岸的维罗海滩向北至费南迪纳比奇的地区也收到了热带风暴警告。风暴来袭前，李县三个屏障岛上的小学予以关闭。时任佛罗里达州州长鲍勃·马丁内斯（Bob Martinez）下令关闭坦帕湾区域的州办事处，并且决定南佛罗里达大学和附近的社区学院均不予开放。风暴经过马纳提县和萨拉索塔县当天，所有公立学校均被关闭，不过其他大部分学校仍然继续开课。随着风暴向北移动，美国国家气象局向乔治亚州大部分地区发布了洪水观察预警，之后还向南、北卡罗莱纳州西部和弗吉尼亚州及西弗吉尼亚州的高海拔地区发布了洪水观察预警。

## 影响

### 佛罗里达州

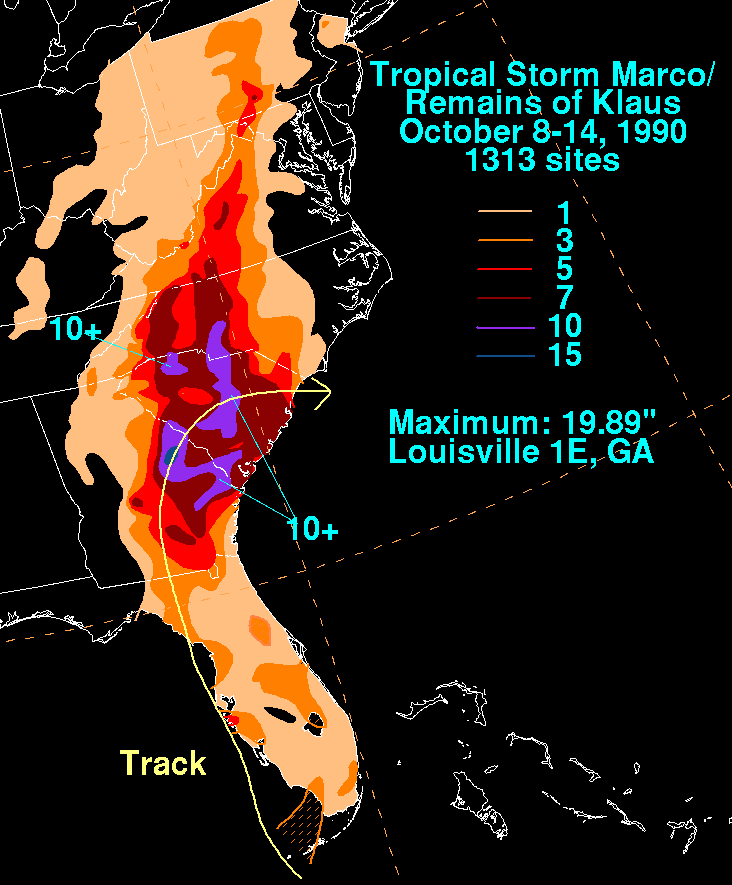
热带风暴马可的降雨量分布图

热带风暴马可存在期间，其大部分环流都位于佛罗里达州西部上空，该州西部地区的风速达到每小时63至119公里。拂过海岸的同时，风暴发展出强对流雨带，阳光高架桥上的持续风速因此达到每小时112公里，阵风时速137公里，政府部门在桥上阵风时速达到115公里时将之暂时封闭。风暴中的飑还给该州催生出四个龙卷风，其中一个袭击了水晶河市，摧毁了一栋移动房屋，约2000人家中停电约一小时。气旋共计造成全州约25000户居民家中停电，约40户家庭暂时不能返回家园。
马可沿海岸线引发了轻度风暴潮，其中以萨尼贝尔岛上最高，比正常水位高0.8米。部分地点海潮快速上涨，虽然该地区的地理环境很不寻常，但经模拟得出的预测结果表明潮水的变化范围只有250毫米。风暴潮和海浪造成了轻度的海岸侵蚀。佛罗里达西部有中到大雨，布雷登顿附近降雨量达到最高的156毫米，当地之前刚经历了一个非常干燥的夏季，因此这场降雨对地方有利，但其持续时间较短，以致降雨量虽大，但还是没能缓解整个地区的用水限制。风暴造成沿途部分地区出现洪水，马纳提县多户民宅和道路，以及两条美国国道被淹。全州经济损失共计为300万美元（1990年美元，相当于2025年的722萬美元），其中马纳提县就占了100万美元（1990年美元，相当于2025年的241萬美元）。

### 其他地区
马可的残留进入乔治亚州后与飓风克劳斯的残留湿气和一个缓慢移动的冷锋结合，给该州东部带去大量降水。路易斯维尔附近一个气象站记录的降雨量高达505毫米，其中24个小时里就超过了400毫米。奥古斯塔在一个小时里就下了71毫米的雨，约300人因此被迫疏散。乔治亚州东部的一些道路被淹，水深达1.8米，奥古斯塔的警察不得不从被淹的汽车中救人。洪水还导致部分地区停电，有5人溺毙，450人无家可归。风暴残留在布兰特利县催生了一场龙卷风，25套空置房屋被其摧毁。风暴共计给乔治亚州造成了4200万美元（1990年美元，相当于2025年的1.01億美元）的损失。1990年10月19日，美国总统乔治·H·W·布什宣布乔治亚州的多个县为联邦灾区，受灾者将获得应急资金的援助。
北面的南、北卡罗莱纳州也出现了强降雨。南卡罗莱纳州大部分地区降水越过175毫米，全州范围内降雨最多的是佩奇兰，达355毫米。部分地区的降雨量创下100年来的新高，也结束了持久的旱情。该州有80座桥梁在洪水中被毁，共计有超过120座桥梁不是关闭、受损就是被毁。南卡罗莱纳州有三人因风暴溺亡，经济损失共计1200万美元（1990年美元，相当于2025年的2888萬美元）。北卡罗莱纳州斯坦利县县城阿尔伯马尔（Albemarle）的降雨量达273毫米，风暴在该州直接造成两人死亡，另有两人间接因风暴引发的交通事故而丧生。
马可和飓风克劳斯的残留结合，把降雨一直带到了俄亥俄谷，田纳西州约翰逊县的山市（Mountain City）记录到的降雨量为93毫米。弗吉尼亚州西北部、马里兰州西部、西弗吉尼亚州西部和宾夕法尼亚州的薩斯奎哈納谷总计降雨量为50至125毫米。纽约的降雨中包含有来自飓风丽丽的湿气，引发的洪水导致一条铁路的部分路段以及一条高速公路被关闭。
热带风暴马可是1990年大西洋飓风季期间唯一袭击美国的风暴，如果没有这场风暴，该季就将成为继1890年大西洋飓风季以来的第一个没有任何热带风暴或飓风在美国登陆的大西洋飓风季。